# Gare de Saint-Vallier-sur-Rhône
Gare de Saint-Vallier-sur-Rhône – stacja kolejowa w Saint-Vallier, w departamencie Drôme, w regionie Owernia-Rodan-Alpy, we Francji.
Jest stacją Société nationale des chemins de fer français (SNCF), obsługiwaną przez pociągi TER Rhône-Alpes.